# Metalúrgica Gerdau
Metalúrgica Gerdau S.A. ist ein brasilianisches Unternehmen, das seinen Sitz in Porto Alegre, Rio Grande do Sul hat.
Die größte Tochtergesellschaft Gerdau S.A. ist in der Stahlerzeugungsindustrie tätig. Dieses Unternehmen produziert Langstahl- und Flachstahlartikel, überwiegend durch den Prozess der Herstellung in Elektroöfen aus Schrott und zugekauftem Roheisen, sowie durch die Herstellung von Stahl aus Eisenerz im Hochofen und durch direkte Reduktion. Es bestehen vier Segmente: Aktivitäten in Brasilien, Aktivitäten in Nordamerika, Aktivitäten in Lateinamerika und Special Steel Unit. Die Produkte werden in verschiedenen Sektoren wie Tiefbau, Landwirtschaft, Industrieautomobilität und Industrie verkauft.
Metalúrgica Gerdau fungiert als Holdinggesellschaft für folgende Tochtergesellschaften (Auswahl): Gerdau S.A., Gerdau BG Participações S.A., Açominas Overseas Ltd., Gerdau Laisa S.A.
Metalúrgica Gerdau ist mit 32,7 % an Gerdau S.A beteiligt (Stand Oktober 2021).
Gerdau S.A. wiederum ist Holdinggesellschaft für verschiedene Gesellschaften im Stahlbereich. Im allgemeinen Sprachgebrauch Lateinamerikas werden Gerdau S.A. und Metalúrgica Gerdau S.A. oft gleichgesetzt.
Die Gerdau S.A. verfügt über eine höhere Liquidität in ihren Aktien als die Metalúrgica Gerdau S.A.
Der gegenwärtige CEO Gustavo Werneck da Cunha ist Chief Executive Officer & Director bei Gerdau SA, Chief Executive Officer bei Metalúrgica Gerdau SA und Chief Executive Officer bei Seiva SA Florestas e Industrias.